# Observatório Lick

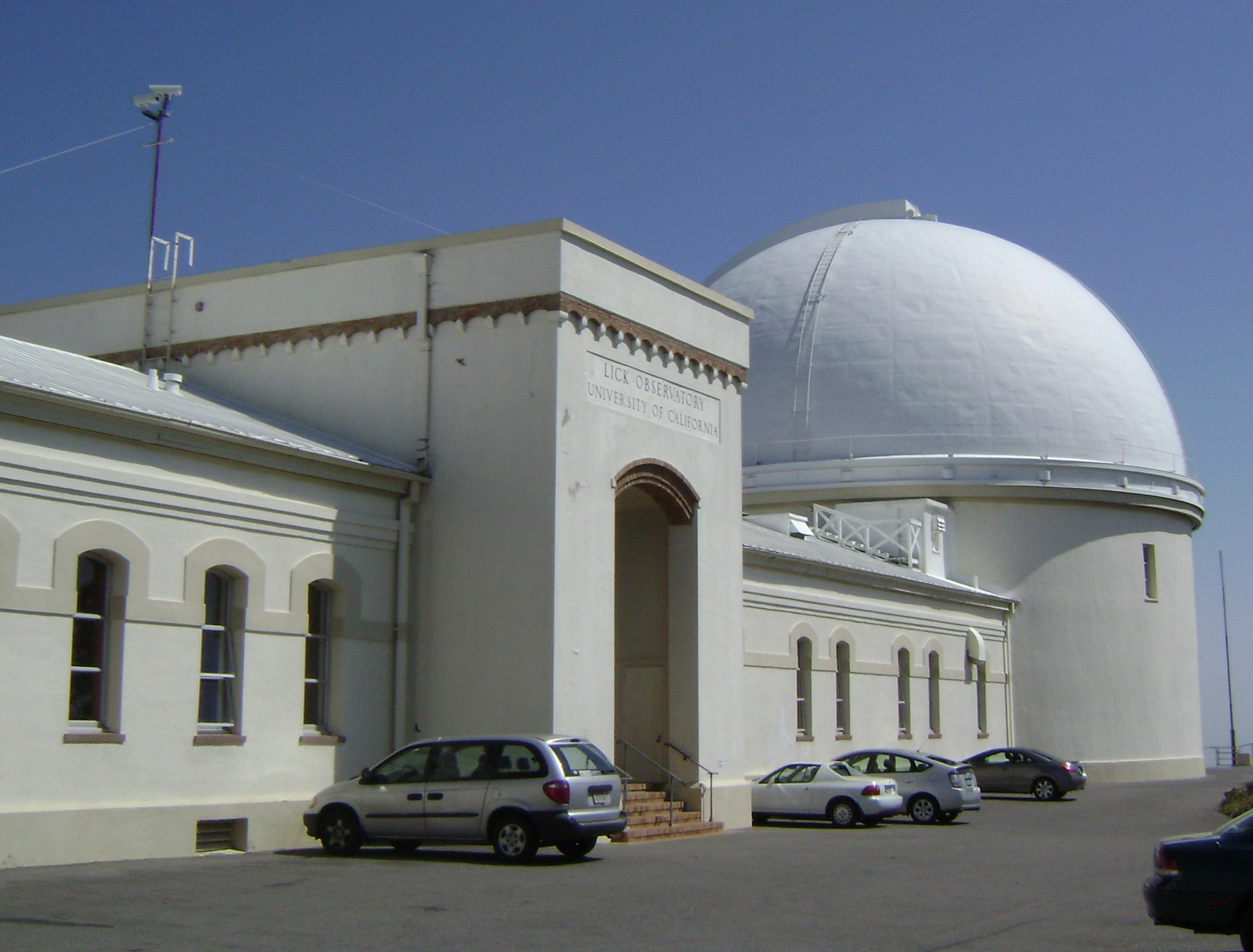
Exterior do Observatório Lick.

O Observatório Lick é um observatório astronômico de propriedade e operado pela Universidade da Califórnia. Fica no cume do Monte Hamilton, na cordilheira do Diablo, a leste de San Jose, Califórnia, Estados Unidos. O observatório é administrado pelos Observatórios da Universidade da Califórnia, com sede na Universidade da Califórnia, campus de Santa Cruz, para onde sua equipe científica se mudou em meados da década de 1960. Tem o nome de James Lick.
A primeira lua nova de Júpiter a ser identificada desde a época de Galileu foi descoberta neste observatório; Amalthea, a quinta do planeta, foi descoberta neste observatório em 1892.

## História
O Observatório Lick é o primeiro observatório no topo de uma montanha permanentemente ocupado. O observatório, em uma estrutura de estilo Revival Clássico, foi construído entre 1876 e 1887, a partir de um doação de James Lick de US$ 700 000 (aproximadamente US$ 22 milhões em 2014). Lick, originalmente um carpinteiro e fabricante de pianos, escolheu o local no topo do Monte Hamilton e foi enterrado lá em 1887 sob o futuro local do telescópio, com uma placa de latão com a inscrição: "Aqui está o corpo de James Lick".
Lick também solicitou que o condado de Santa Clara construísse uma "estrada de primeira classe" para o cume, concluída em 1876. Lick escolheu John Wright, da firma de arquitetos Wright & Sanders de São Francisco, para projetar o Observatório e a Casa do Astrônomo. Todos os materiais de construção tiveram que ser trazidos para o local em carroças puxadas por cavalos e mulas, que não podiam suportar um declive íngreme. Para manter a inclinação abaixo de 6,5%, a estrada teve que tomar um caminho muito sinuoso e sinuoso, que a estrada dos dias modernos (California State Route 130) ainda segue. A tradição afirma que esta estrada tem exatamente 365 curvas (isto é aproximadamente correto, embora a incerteza sobre o que deve ser considerado uma curva torne a verificação precisa impossível). A estrada é fechada quando há neve no Observatório Lick. 
O primeiro telescópio instalado no observatório foi um refrator de 12 polegadas (300 milímetros) feito por Alvan Clark. O astrônomo EE Barnard usou o telescópio para fazer "excelentes fotografias de cometas e nebulosas", de acordo com DJ Warner da Warner & Swasey Company.
O telescópio refrator de 36 polegadas (91 centímetros) no Monte. Hamilton foi o maior telescópio refrator da Terra durante o período de quando viu a primeira luz em 3 de janeiro de 1888, até a construção do Observatório Yerkes em 1897. Warner & Swasey projetou e construiu a montagem do telescópio, com 36 polegadas (91 centímetros) lente fabricada por um dos filhos de Clark, Alvan Graham. EE Barnard usou o telescópio em 1892 para descobrir uma quinta lua de Júpiter, Amalthea. Esta foi a primeira adição às luas conhecidas de Júpiter desde que Galileu observou o planeta. O telescópio forneceu espectros para o trabalho de WW Campbell sobre as velocidades radiais das estrelas.
Em maio de 1888, o observatório foi entregue aos regentes da Universidade da Califórnia, e tornou-se o primeiro observatório no topo de uma montanha permanentemente ocupado do mundo. Edward Singleton Holden foi o primeiro diretor. O local proporcionou excelente desempenho de visualização devido à falta de luz ambiente e poluição; além disso, o ar noturno no topo do Monte. Hamilton é extremamente calmo, e o pico da montanha está normalmente acima do nível da baixa cobertura de nuvens que é frequentemente vista na área de San Jose.
Em 1928, Donald C. Shane estudou estrelas de carbono e foi capaz de distingui-las em classes espectrais R0–R9 e N0–N7 (nesta escala, N7 é o mais vermelho e R0 o mais azul). Esta foi uma expansão do trabalho de Annie Jump Cannon de Harvard sobre estrelas de carbono que as dividiu em tipos R e N. As estrelas N têm mais cianogênio e as estrelas R têm mais carbono.
Em 21 de maio de 1939, durante uma névoa noturna que envolveu o cume, um avião de ataque de dois lugares Northrop A-17 da Força Aérea dos EUA colidiu com o prédio principal. Como uma reunião científica estava sendo realizada em outro lugar, o único membro da equipe presente era Nicholas Mayall. Nada pegou fogo e os dois indivíduos no prédio saíram ilesos. O piloto do avião, tenente Richard F. Lorenz, e o passageiro soldado W. E. Scott morreram instantaneamente. A linha telefônica foi quebrada com o acidente, então nenhuma ajuda pôde ser chamada a princípio. Eventualmente, a ajuda chegou junto com vários repórteres e fotógrafos, que não paravam de chegar quase a noite toda. A imprensa cobriu amplamente o acidente e muitas reportagens enfatizaram a sorte em não perder um grande gabinete de espectrogramas que foi derrubado pelo acidente que atingiu a janela do escritório de um astrônomo. Não houve danos à cúpula do telescópio.
Em 1950, a legislatura do estado da Califórnia alocou fundos para um telescópio refletor de 120 polegadas (300 centímetros) , que foi concluído em 1959. O observatório também possui um refletor Cassegrain de 24 polegadas (61 centímetros) dedicado a medições fotoelétricas do brilho das estrelas, e recebeu um par de 20 polegadas (51 centímetros) astrographs da Corporação Carnegie.

## Descobertas significativas
Os seguintes objetos astronômicos foram descobertos no Observatório Lick:
- Medição do tamanho das luas principais de Júpiter por A. A. Michelson em 1891[12]
- Várias luas de Júpiter[13]
  - Amalthea[14]
  - Elara[15]
  - Himalia[16]
  - Sinope[17]
- Asteroide próximo à Terra (29075) 1950 DA[18]
- Vários planetas extrasolares
  - Sistema de planeta quíntuplo
    - 55 Cancri[19]

  - Sistema de planeta triplo
    - Upsilon Andromedae (com Whipple Observatory)[20]

  - Sistemas de planeta duplo
    - HD 38529 (com Keck Observatory)[21]
    - HD 12661 (com Keck)[21]
    - Gliese 876 (com Keck)[22]
    - 47 Ursae Majoris[23]
- A primeira detecção de linhas de emissão no espectro de uma galáxia ativa[24]
- O jato emergindo do núcleo ativo em Messier 87[25]
- O núcleo galáctico ativo oculto em NGC 1068,  detectado usando espectropolarimetria[26]

Além de observações de fenômenos naturais, Lick também foi o local da primeira observação de alcance de laser do refletor da Apollo 11, embora isso fosse apenas para fins de confirmação e nenhum trabalho de descoberta de alcance em andamento foi realizado. 